# Zen (álbum)
Zen é o segundo álbum de originais da cantora francesa Zazie, lançado em 1995. O álbum contém alguns dos temas mais conhecidos da cantora como, "Larsen" e "Zen".

## Faixas
| N.º | Título                                                 | Música                      | Duração |  |
| 1.  | "Fou de toi"                                           | Vincent-Marie Bouvot, Zazie | 3:19    |  |
| 2.  | "Homme sweet homme"                                    | Zazie                       | 3:36    |  |
| 3.  | "Larsen"                                               | Vincent-Marie Bouvot, Zazie | 4:21    |  |
| 4.  | "Un point c'est toi"                                   | Vincent-Marie Bouvot, Zazie | 3:32    |  |
| 5.  | "Je t'aime mais"                                       | Zazie                       | 4:18    |  |
| 6.  | "Zen"                                                  | Pascal Obispo               | 3:53    |  |
| 7.  | "Craque monsieur"                                      | Vincent-Marie Bouvot        | 3:45    |  |
| 8.  | "Au diable nos adieux"                                 | Vincent-Marie Bouvot, Zazie | 4:37    |  |
| 9.  | "Hissée haut"                                          | Zazie                       | 3:50    |  |
| 10. | "Une souris verte"                                     | Zazie                       | 3:40    |  |
| 11. | "J'envoie valser"                                      | Phil Baron                  | 2:51    |  |
| 12. | "La la la"                                             | Zazie                       | 4:00    |  |
| 13. | "Homme sweet homme (Remix)" (faixa escondida aos 4:12) | Vincent-Marie Bouvot, Zazie | 13:41   |  |

## Certificações e vendas
| País   | Certificação | Data | Vendas certificadas |
| ------ | ------------ | ---- | ------------------- |
| França | Ouro         | 1996 | 100.000             |

## Tabelas musicais
| Tabela (1996)                   | Melhor posição |
| ------------------------------- | -------------- |
| Belgian (Wallonia) Albums Chart | 15             |
| French SNEP Albums Chart        | 8              |

| Tabela de fim-de-ano (1996)     | Posição |
| ------------------------------- | ------- |
| French Albums Chart             | 33      |
| Tabela de fim-de-ano (1997)     | Posição |
| Belgian (Wallonia) Albums Chart | 77      |